# Sergio Peña (cầu thủ bóng đá người Honduras)
Sergio Salvador Peña Zelaya (sinh ngày 9 tháng 5 năm 1987) là một cầu thủ bóng đá người Honduras hiện tại thi đấu cho Real Sociedad ở Honduras.

## Sự nghiệp
Vào tháng 7 năm 2014, Peña gia nhập Indy Eleven theo dạng cho mượn trong phần còn lại của mùa giải NASL 2014. Peña ký hợp đồng lại với Indy Eleven vào tháng 2 năm 2015.

## Thống kê sự nghiệp
Tính đến trận đấu diễn ra ngày 30 tháng 10 năm 2015
| Câu lạc bộ          | Mùa giải            | Giải vô địch        | Giải vô địch | Giải vô địch | National Cup | National Cup | Châu lục | Châu lục  | Tổng cộng | Tổng cộng |
| Câu lạc bộ          | Mùa giải            | Hạng đấu            | Số trận      | Bàn thắng    | Số trận      | Bàn thắng    | Số trận  | Bàn thắng | Số trận   | Bàn thắng |
| ------------------- | ------------------- | ------------------- | ------------ | ------------ | ------------ | ------------ | -------- | --------- | --------- | --------- |
| Indy Eleven (mượn)  | 2014                | NASL                | 15           | 0            | 0            | 0            | –        | –         | 15        | 0         |
| Indy Eleven         | 2015                | NASL                | 12           | 2            | 0            | 0            | –        | –         | 12        | 2         |
| Tổng cộng sự nghiệp | Tổng cộng sự nghiệp | Tổng cộng sự nghiệp | 27           | 2            | 0            | 0            | -        | -         | 27        | 2         |